# سیارک ۱۱۱۴۵
سیارک ۱۱۱۴۵ (به انگلیسی: 11145 Emanuelli، نامگذاری:1997QH1) یازده هزار و صد و چهل و پنجمین سیارک کشف شده‌است که در ۲۹ اوت ۱۹۹۷ کشف شد.
قدر مطلق سیارک برابر ۲۲.۴ است.